# Mount Morrison (Kalifornien)
Der Mount Morrison liegt in der Sherwin Range, einem Teil der Sierra Nevada im US-Bundesstaat Kalifornien. Der Berg erhebt sich südlich des Convict Lake.
Die Erstbesteigung geschah 1927 durch Norman Clyde, ein anerkannter Bergsteiger und Fotograf.

## Geschichte der Namensgebung
Der Berg wurde nach dem Sheriff Robert Morrison benannt, welcher in der Nähe des Convict Lake am 23. September 1871 durch eine Bande Sträflinge getötet wurde. 